# Moście Błota (wieś)
Moście Błota – wieś w Polsce, położona w województwie pomorskim, w powiecie puckim, w gminie Puck. Zgodnie z TERYT jest wsią, która posiada identyfikator SIMC 0991396.
W latach 1975–1998 miejscowość położona była w województwie gdańskim.